# Lomma (plaats)
Lomma is de hoofdplaats van de gemeente Lomma in het landschap Skåne en de provincie Skåne län in Zweden. De plaats heeft 10.837 inwoners (2010) en een oppervlakte van 4.82 km².
Lomma ligt aan een baai van de Sont en heeft een zandstrand van waar men onder andere een uitzicht heeft op Kopenhagen de wolkenkrabber Turning Torso en de Sontbrug heeft. De buitenwijken van de stad Malmö liggen ongeveer drie kilometer ten zuiden van Lomma. De bebouwing in de plaats bestaat uit een mix van onder andere rijtjeshuizen en vrijstaande huizen. De plaats heeft een vrij grote jachthaven.

## Verkeer en vervoer
Bij de plaats lopen de Europese weg 6/Europese weg 20 en Länsväg 103.
De plaats heeft een station aan de spoorlijnen Göteborg - Malmö, Malmö - Billesholm en Katrineholm - Malmö en vroeger ook een station aan de nog bestaande spoorlijn Ängelholm - Arlöv.

## Sport
Lomma heeft twee sportverenigingen:
- GIF Nike
- Lobas

## Geboren
- Roger Ljung (1966), voetballer
- Alexandra-Therese Keining (1976), regisseur, scenarioschrijver, jeugdboekenschrijfster en castingdirector
- Hanna Bennison (2002), voetbalster
- Filip Jörgensen (2002), Deens-Zweeds voetballer

## Foto's

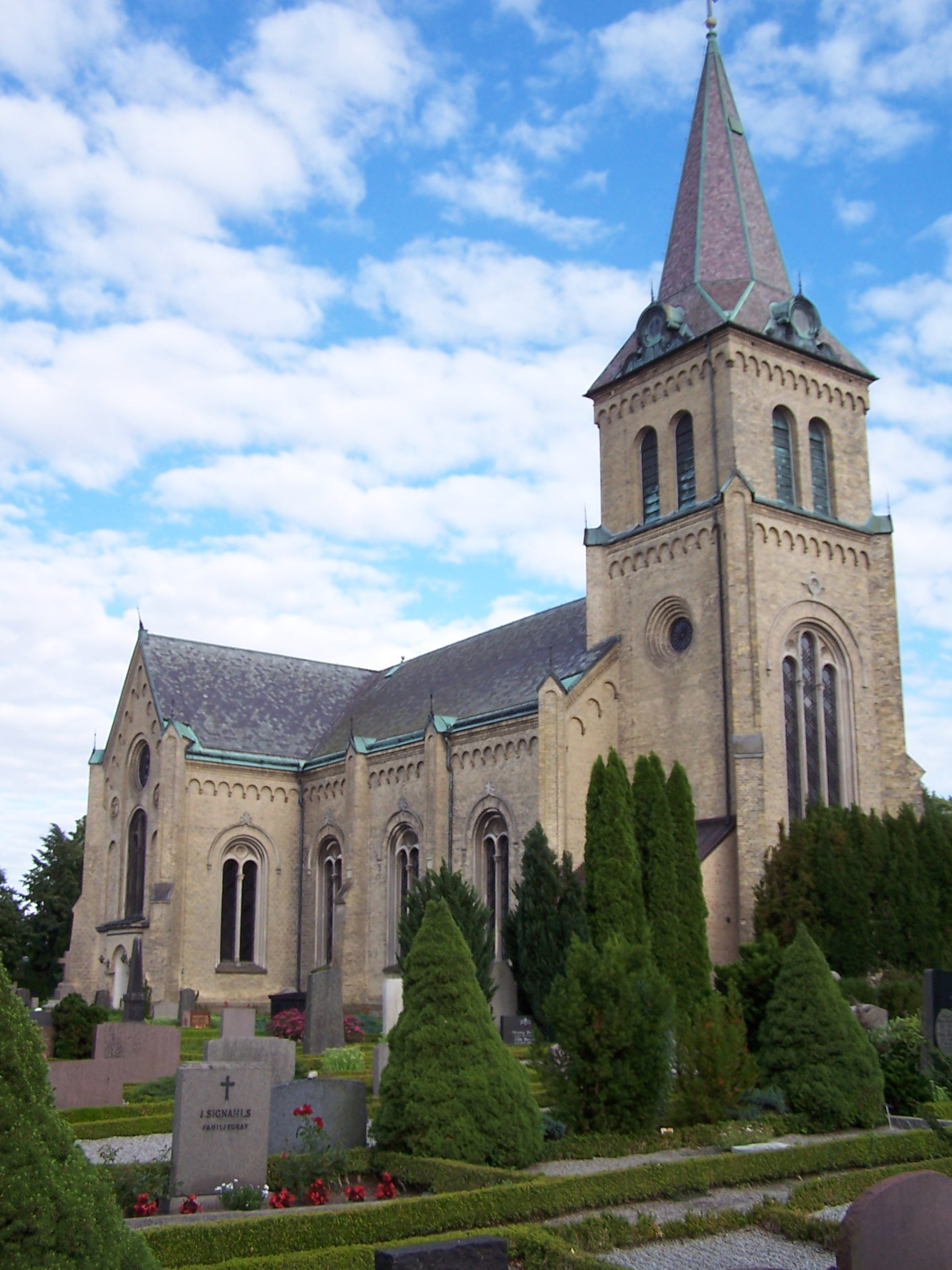
De kerk van Lomma
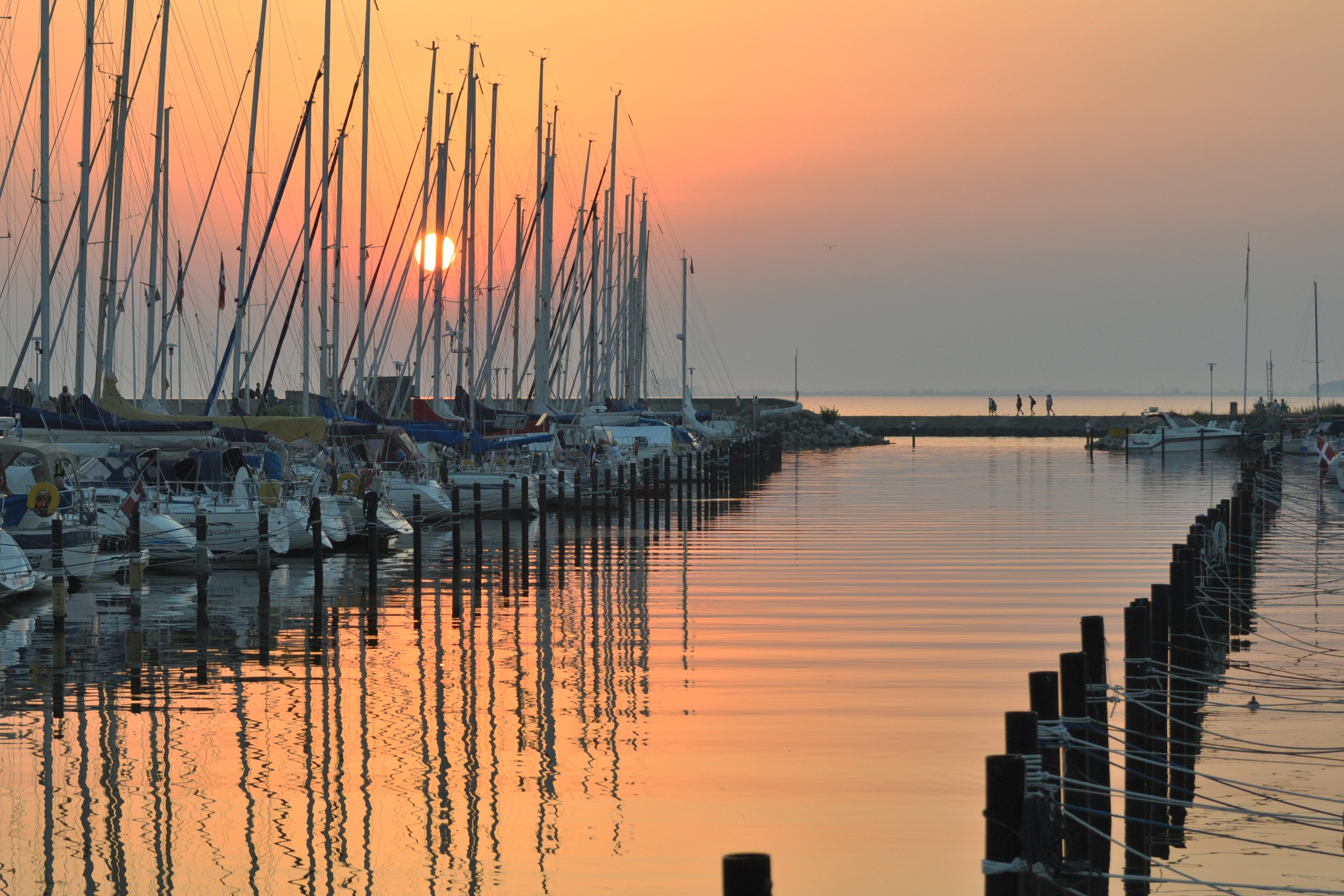
De jachthaven

Lomma · Bjärred · Flädie · Fjelie · Alnarp